# 스튜어트 로젠버그
스튜어트 로젠버그(Stuart Rosenberg, 1927년 8월 11일 ~ 2007년 3월 15일)는 미국의 영화 및 텔레비전 감독으로, 참여 작품에는 폭력 탈옥, 세인트 루이스호의 대학살, 아미티빌의 저주, 그리니치의 건달들 등이 포함된다. 배우 폴 뉴먼과 참여한 것으로 알려져 있다.

## 참여 작품
- 폭력 탈옥
- 세인트 루이스호의 대학살
- 아미티빌의 저주
- 도전 (1980년 영화)
- 그리니치의 건달들